# Magnus Midtbø
Magnus Rognan Midtbø (født 18. september 1988 i Bergen) er en norsk sportsklatrer. Han er flerdobbelt norgesmester og tidligere juniorverdensmester i sportsklatring, og er i verdenstoppen i internationale konkurrencer. I august 2010 gjorde han sin hidtil vanskeligste bestigning, da han gennemførte ruten Ali Hulk sit-start extension i Rodellar i Spanien. Ruten er sat i graden 9b, hvilket blot seks klatrere som har besteget ruter på dette niveau i verden.
I 2017 åbnede Midtbø Nordens største klatrecenter på Skullerud i Oslo som han ejer sammen med flere andre. Han ejer også et klatrecenter i Kristiansand.
Midtbø er bosat i Oslo og driver for tiden en YouTube-kanal med navnet Magnus Midtbø, som primært handler om klatring og udfordringer. Kanalen har per 27.09.2021 over 105 millioner afspilninger og 975.000 abonnenter.
I januar 2020 repræsenterede han Team Europe i American Ninja Warrior: USA vs. The World.

## Resultater
Han har vundet kongepokalen ti gange mellem 2006 og 2016.
Medaljer ved det norske mesterskab:
| Plassering | Øvelse     | År                                                                     |
| ---------- | ---------- | ---------------------------------------------------------------------- |
| Guld       | Med reb    | 2005, 2006, 2007, 2008, 2009, 2010, 2011, 2012, 2013, 2014, 2015, 2016 |
| Guld       | Bouldering | 2007, 2008, 2010, 2011, 2013, 2014                                     |
| Sølv       | Bouldering | 2016                                                                   |
| Bronze     | Bouldering | 2015                                                                   |